# Rodriguezi seregély
A rodriguezi seregély (Necropsar rodericanus)  a madarak osztályának verébalakúak (Passeriformes) rendjébe és a seregélyfélék (Sturnidae) családjába tartozó Necropsar nem egyetlen faja. Mára kihalt faj, melynek létéről viták alakultak ki az utóbbi évtizedekben.

## Felfedezése, kipusztulása és rendszerezésének problémái
A fajról nagyon kevés információ áll a tudomány számára. Néhány régi útleírás és egypár szubfosszilizálódott csontmaradvány utal a faj korábbi létezésére. A fajról fennmaradt legfontosabb bizonyítékról, az egyetlen múzeumi példányról a közelmúltban kiderült, hogy hamisítvány. Ez a még jelenleg is élő martinique-i csúfolórigó egy albínó példányaként lett beazonosítva.
A faj tudományos története 1726-ban kezdődött, amikor Julien Tafforet francia utazó és természettudós tudósított először a madárról. Ő „Testudophaga bicolor” néven nevezte a fajt és a következőket írta róla útinaplójába : 
„Elterjedési területe a Rodriguez-sziget melletti Ilet au Mát szigetre korlátozódik. Nagyságra kora, mint egy rigó, tollazata fehér, farka fekete, szárnyai sötétek, lábai sárgák és lefelé hajló csőre is sárga. Tápláléka minden bizonnyal a szigeten költő tengeri teknősök tojásaiból áll.”
1874-ben Henry Horrocks Slater szubfosszilis állapotban fennmaradt csontokat talált Rodriguez szigetén. Ezek alapján 1879-ben írta le a fajt Albert Günther és Alfred Newton. Ők a fajt a Réunion szigetén élő - ám akkora már feltehetően szintén kihalt -  búbos seregély (Fregilupus varius) közeli rokonának vélték és a Fregiliupus nembe sorolták, mint a második oda tartozó fajt.
Végül rábukkantak a liverpooli World Museum-ban egy múzeumi egyedre is. Ezt 1898-ban Henry Ogg Forbes Necropsar leguati néven írta le. A múzeumi egyedről festményt készített John Gerrard Keulemans, híres korabeli állatillusztrátor is.
Ezt az egyedet 1850-ben Edward Smith Stanley, Derby 13. grófja Jules Verreaux-tól kapta és azóta a liverpooli múzeumban látható.
2000 áprilisában a múzeumi példányból vett mintákat DNS elemzésre bocsátották és bebizonyosodott, hogy ez az egyed a martinique-i csúfolórigó (Cinclocerthia gutturalis) egy albínó példánya. Mindezek hatására Storrs Lovejoy Olson amerikai palenetológus a faj létezést kétségbe vonta. Szerinte a rodriguezi seregély sosem létezett, a faj feltételezett léte rossz meghatározáson alapul.
Olson véleményével ellentétben a Természetvédelmi Világszövetség  továbbra is korábban létező, mára kihalt fajként tartja nyilván a rodriguezi seregélyt. A szervezet véleménye szerint a korábbi útleírások és a Slater által talált csontok elég bizonyossággal szolgálnak, hogy a szigeten korábban élt egy seregélyfaj, mely az első európaik megérkezését követően halt ki végleg.

## Fordítás
- Ez a szócikk részben vagy egészben  a   Rodrigues-Star című német Wikipédia-szócikk fordításán alapul.  Az eredeti cikk szerkesztőit annak laptörténete sorolja fel. Ez a jelzés csupán a megfogalmazás eredetét és a szerzői jogokat jelzi, nem szolgál a cikkben szereplő információk forrásmegjelöléseként.